# Governador da Gagaúzia
O Governador de Gagauzia (em gagauz: Gagauz Yeri başkanı, em romeno:  Guvernator al UTA Găgăuzia, em russo:  Башкан Гагаузии), ou Bashkan (em gagauz: Başkan,em romeno:  bașcanul, em russo:  Башка́н), é o mais alto cargo político na Gagauzia, uma unidade territorial autônoma da Moldávia. Preside o Comité Executivo da Gagauzia e são membros ex officio do Gabinete da Moldávia.

## Poderes
O cargo foi criado pelo artigo 14 da lei sobre o estatuto jurídico de Gagauzia nº 344-XIII, de 23 de dezembro de 1994, que entrou em vigor em 14 de janeiro de 1995. Todas as autoridades estatais da Gagauzia estão subordinadas ao governador. O governador é eleito por sufrágio universal, igual, direto, secreto e gratuito, em regime alternativo, para um mandato de 4 anos. Uma mesma pessoa não pode ser governador por no máximo dois mandatos consecutivos. Devem ser cidadãos da Moldávia com mais de 35 anos e conhecer a língua gagauz. O governador pode emitir decisões e decretos válidos em todo o território da Gagauzia. O governador também pode assinar ou vetar leis, nomear os membros do gabinete e conceder indultos quando autorizado pela Assembleia Popular.

## Governadores
| No. | Governador | Nome (Nascimento-Morte)                     | Período de mandato     | Período de mandato     | Partido                 | Notas |
| --- | ---------- | ------------------------------------------- | ---------------------- | ---------------------- | ----------------------- | --- |
| 1   |            | Gheorghe Tabunșcic (nascido em 1939)        | 19 de junho de 1995    | 24 de setembro de 1999 | Partido dos Comunistas  | Recessão econômica massiva durante o mandato                                                                        |
| 2   |            | Dumitru Croitor (nascido em 1959)           | 24 de setembro de 1999 | 21 de junho de 2002    | Independente            | Forçado a renunciar sob pressão do PCRM devido a abusos de poder                                                    |
| -   |            | Valeriu Ianioglo (nascido em 1957) Interino | 21 de junho de 2002    | 10 de julho de 2002    | Independente            | Nomeado governador interino por Croitor, rejeitado pela Assembleia Popular de Gagauzia                              |
| -   |            | Ivan Kristioglo (nascido em 1952) Interino  | 10 de julho de 2002    | 29 de julho de 2002    | Independente            | Nomeado governador interino pela Assembleia Popular, mandato anulado pelo Supremo Tribunal de Justiça da Moldávia   |
| -   |            | Gheorghe Mollo (nascido em 1939) Interino   | 29 de julho de 2002    | 9 de novembro de 2002  | Independente            | Procurou a expansão da língua moldava na Gagauzia                                                                   |
| 3   |            | Gheorghe Tabunșcic (nascido em 1939)        | 9 de novembro de 2002  | 29 de dezembro de 2006 | Partido dos Comunistas  | Procurou reescrever a constituição da Moldávia para criar um Estado federalizado. Perdeu a candidatura à reeleição. |
| 4   |            | MihailFormuzal (nascido em 1959)            | 29 de dezembro de 2006 | 15 de abril de 2015    | Partido das Regiões     | Russófilo, declarou que Gagauzia tem direito à autodeterminação no caso da Unificação da Moldávia e da Romênia.     |
| 5   |            | Irina Vlah (nascida em 1974)                | 15 de abril de 2015    | 19 de julho de 2023    | Partido dos Socialistas | Primeira mulher governadora, a quem foi concedido um assento no Conselho Supremo de Segurança.                      |
| 6   |            | Evghenia Guțul (nascido em 1986)            | 19 de julho de 2023    | Incumbente             | Independente            | Russófila, eleita membro do Partido Șor até a ilegalização do partido, tomou posse como Independente.               |